# Internazionale Napoli
Internazionale Napoli was een Italiaanse voetbalclub uit Napels die bestond tussen 1912 en 1922.
In het oprichtingsjaar nam de club meteen deel aan het voetbalkampioenschap dat voor het eerst ook toegankelijk werd voor clubs uit Zuid-Italië. Per provincie waren er voorrondes en uit Campania namen enkel Internazionale en Naples Foot-Ball Club deel, Naples won beide wedstrijden zodat het seizoen voor Inter snel gedaan was. Het volgende seizoen nam de club weer wraak en schakelde Naples uit maar in de volgende ronde kreeg de club een pak slaag van Lazio Roma (8-0).
In 1914/15 won Inter opnieuw van Naples maar door onregelmatigheden werden de resultaten geannuleerd en moest er opnieuw gespeeld worden. Internazionale won met 3-0 maar de terugwedstrijd werd niet meer gespeeld door het uitbreken van de Eerste Wereldoorlog.
Na de oorlog schreven zich meer clubs uit Campania in en kwam er een competitie die Inter wist te winnen. In de volgende ronde moest de club echter zijn meerdere erkennen in Livorno en Audace Roma. Het volgdende seizoen werd de club opnieuw groepswinnaar in de groep B van Campania maar kon het in de finaleronde niet waarmaken. In 1921/22 werd Inter dan derde op zeven clubs. Na dit seizoen fuseerde de club om financiële redenen met rivaal Naples en werd zo FBC Internaples wat het latere SSC Napoli zou worden.